# Блаунт, Джон (умер в 1531)
Сэр Джон Блаунт (англ. Sir John Blount; примерно 1471 — 27 февраля 1531) — английский рыцарь, крупный землевладелец из Шропшира и Стаффордшира. Был верховным шерифом этих графств, заседал в парламенте в 1529 году. Его дочь Элизабет стала любовницей короля Генриха VIII и матерью официально признанного бастарда Генри Фицроя, герцога Ричмонда и Сомерсета.

## Биография
Сэр Джон принадлежал к той ветви старинного рыцарского рода Блаунтов, которая владела обширными землями в Стаффордшире и Шропшире. Он был сыном сэра Томаса Блаунта из Кинлет-холла и Анны Крофт и родился примерно в 1471 году. Удачно женившись на одной из наследниц Хью Пешелла из Найтли, Джон приобрёл новые владения в тех же двух графствах. Найтли стал его главной резиденцией. Ещё при жизни отца Блаунт активно участвовал в жизни Стаффордшира, входя в ряд местных комиссий; однако до 1519 года невозможно определить, кто упоминается в источниках — этот Джон Блаунт или его дядя по отцу, носивший то же имя. В Шропшире Блаунт не играл заметной роли, пока не стал главой семьи.
Дед Джона по матери, сэр Ричард Крофт, занимал видные позиции при дворе Генриха VII. Это наверняка обеспечило Блаунту хорошие позиции для начала придворной карьеры. Известно, что в 1509 году Джон присутствовал на похоронах Генриха VII и на коронации Генриха VIII. Он был в окружении монарха во время французской кампании 1513 года, а в 1520 году присутствовал при встрече Генриха VIII и короля Франции Франциска I на Поле золотой парчи. В эти годы Блаунт был в особой милости у короля — в том числе благодаря своей дочери Элизабет, которая стала любовницей Генриха и в 1519 году родила ему сына Генри Фицроя, герцога Ричмонда и Сомерсета. Это был единственный бастард, официально признанный Генрихом VIII, и единственный его сын на тот момент.
Когда король охладел к Элизабет, Джон оставил двор и сосредоточился на управлении своими владениями. После смерти отца примерно в 1525 году он унаследовал семейные владения и стал в результате одной из самых влиятельных фигур в Шропшире. Подтверждением тому стало избрание Блаунта в парламент 1529 года как одного из двух рыцарей от этого графства (вторым стал его родственник сэр Джон Корнуолл). В том же году Джон был посвящён в рыцари, а его внук и зять стали лордами.
В 1526—1527 годах Блаунт занимал пост шерифа Стаффордшира, а в 1530 году стал шерифом Шропшира. На этом посту он и умер 27 февраля 1531 года.

## Семья
1 августа 1492 года Джон Блаунт женился на Кэтрин Пешелл, дочери Хью Пешелла из Найтли. В этом браке родились:
- Джордж (1512/13 — 1581), 10 раз избиравшийся в парламент[4];
- Генри (примерно 1515—1545), член парламента в 1545 году[4];
- Уильям (примерно 1514—1544 или позже), член парламента в 1542 году[4];
- Элизабет (примерно 1498/1500 — 1539/41)[5], любовница Генриха VIII, жена Гилберта Тэлбойса, 1-го барона Тэлбойса из Кайма, и Эдуарда Клинтона, 1-го графа Линкольна[6][4];
- ещё четыре дочери[4].